# Hannibal Lecter : Les Origines du mal (film)
Pour les articles homonymes, voir Hannibal Lecter : Les Origines du mal (homonymie).
Série Hannibal Lecter
Dragon rouge
(2002)
Pour plus de détails, voir Fiche technique et Distribution.
Hannibal Lecter : Les Origines du mal (Hannibal Rising) est un film franco-tchéco-italo-britannique réalisé par Peter Webber, sorti en 2007. Il est adapté du roman du même nom de Thomas Harris.
D'autres films, adaptés des romans de Thomas Harris, reprennent le personnage d'Hannibal Lecter, notamment Le Silence des agneaux, Dragon rouge et Hannibal. Ce n'est que dans Hannibal Lecter : Les Origines du mal que l'enfance et l'adolescence du célèbre tueur cannibale sont racontées. Le film couvre la vie d'Hannibal Lecter de onze à vingt ans et éclaire le spectateur sur les circonstances de la mort de sa famille, surtout celle de sa sœur, Mischa, tuée et dévorée par des criminels de guerre affamés par une tempête. En montrant la jeunesse d'un monstre, il s'agit en même temps d'en démontrer la genèse : ainsi, c'est à la construction psychique du Dr Lecter que l'on assiste.

## Synopsis
En 1941, en Lituanie. Hannibal Lecter, 8 ans, doit quitter précipitamment le château familial avec sa mère, son père et sa petite sœur Mischa. Les troupes allemandes envahissent l'Union soviétique. La région est plongée dans le chaos et les massacres. Trois ans plus tard, la région est finalement occupée par les Soviétiques. Les parents d'Hannibal sont tués lors d'un raid aérien. Hannibal se retrouve alors seul avec sa sœur. Il se cachent dans un petit chalet. Mais ils sont capturés par des soldats. Alors que la faim se fait ressentir, les soldats décident de tuer puis manger Mischa. Hannibal parvient à s'enfuir dans la neige.
En 1949, le château Lecter est devenu un orphelinat dans lequel a été placé Hannibal. Devenu adolescent, Hannibal reste un solitaire. Il décide de s'enfuir. Il part pour la France, à Étampes, après avoir trouvé l'adresse de son oncle, écrite au dos d'une enveloppe. Il parvient à se rendre dans son château. Son oncle décédé, il ne trouve que sa femme, une Japonaise, Lady Murasaki. Cette dernière joue pour lui un double rôle : elle est non seulement celle qui lui tend un sein à la fois maternel et érotique, mais aussi celle qui lui donne un code de l'honneur, du rituel et de la culture. À la fois son père, sa mère et son (seul) amour, Lady Murasaki est le référent par excellence du jeune Hannibal. Tout cela ne calme pas son esprit de vengeance. Alors qu'Hannibal intègre la faculté de médecine (où il doit s'acquitter d'un travail de légiste en guise de compensation à sa bourse d'études), il se découvre une passion morbide pour les cadavres.
Hannibal n'est pas en paix. Il rêve chaque nuit de la soirée du meurtre et du repas totémique de sa sœur. Hannibal entreprend de venger sa sœur, ce qui le mène à exercer une série de meurtres sanguinolents où son goût pour la chair humaine commence à se manifester. Mais les hommes qu'il veut tuer sont également sur ses traces.

## Fiche technique
Sauf indication contraire, les informations mentionnées dans cette section peuvent être confirmées par la base de données cinématographiques IMDb,  présente dans la section « Liens externes ».
- Titre original : Hannibal Rising
- Titre français et québécois : Hannibal Lecter : Les origines du mal
- Réalisation : Peter Webber
- Scénario : Thomas Harris, d'après son propre roman Hannibal Lecter : Les Origines du mal
- Musique : Ilan Eshkeri et Shigeru Umebayashi
- Direction artistique : Jindrich Kocí et Nenad Pecur
- Décors : Allan Starski et Judy Farr
- Costumes : Anna B. Sheppard
- Photographie : Ben Davis
- Son : Mark Holding
- Montage : Valerio Bonelli et Pietro Scalia
- Production : Tarak Ben Ammar, Dino De Laurentiis  et Martha De Laurentiis

Coproducteurs : Chris Curling, Petr Moravec et Phil Robertson
Producteur exécutif : Guy Tannahill
Producteurs délégués : James Clayton et Duncan Reid
Producteur associé : Lorenzo De Maio
- Sociétés de production[1] : Young Hannibal Productions, Carthago Films S.a.r.l., Dino De Laurentiis Company, ETIC Films, Ingenious Film Partners, Quinta Communications et Zephyr Films
- Distribution[1] :

Royaume-Uni : Momentum Pictures
République tchèque : SPI International
France : Quinta Distribution
États-Unis : Metro-Goldwyn-Mayer (MGM)
- Budget : 50 millions de dollars[3]
- Pays d'origine :  Royaume-Uni,  République tchèque,  France,  Italie,  États-Unis
- Langues originales : anglais, allemand et russe
- Format : couleur - 35 mm - 2,35:1 (Cinémascope) - son Dolby Digital | DTS | SDDS
- Genre : thriller, policier, aventures, drame, épouvante-horreur
- Durée : 121 minutes, 131 minutes (version non censurée)
- Dates de sortie : 
  -  France : 7 février 2007
  -  États-Unis,  Royaume-Uni et  Canada : 9 février 2007
  -  Belgique : 21 février 2007
  -  République tchèque : 22 février 2007
- Classification[4] :
  -  Royaume-Uni : Interdit aux moins de 18 ans
  -  États-Unis : R – Restricted (Les enfants de moins de 17 ans doivent être accompagnés d'un adulte).
  -  République tchèque : Interdit aux moins de 18 ans
  -  France : Interdit aux moins de 12 ans avec avertissement[Note 1],[5]
  -  Italie : VM14

## Distribution
- Gaspard Ulliel (VF : lui-même) : Hannibal Lecter
- Gong Li (VF : Françoise Cadol) : Lady Murasaki Shikibu
- Dominic West (VF : Éric Herson-Macarel) : l'inspecteur Pascal Popil
- Rhys Ifans (VF : Guillaume Orsat) : Vladis Grutas
- Helena-Lia Tachovská : Mischa Lecter
- Kevin McKidd (VF : Antoine Tomé) : Petras Kolnas
- Richard Brake (VF : Luc Boulad) : Enrikas Dortlich
- Stephen Walters : Zigmas Milko
- Ivan Marevich : Bronys Grentz
- Denis Ménochet : le chef de la police
- Charles Maquignon (VF : Jean-Jacques Nervest) : Paul Momund
- Ingeborga Dapkūnaitė : la mère d'Hannibal
- Richard Leaf (VF : Emmanuel Jacomy) : le père d'Hannibal
- Marek Vašut : le capitaine
- Aaran Thomas : Hannibal Lecter enfant

## Production

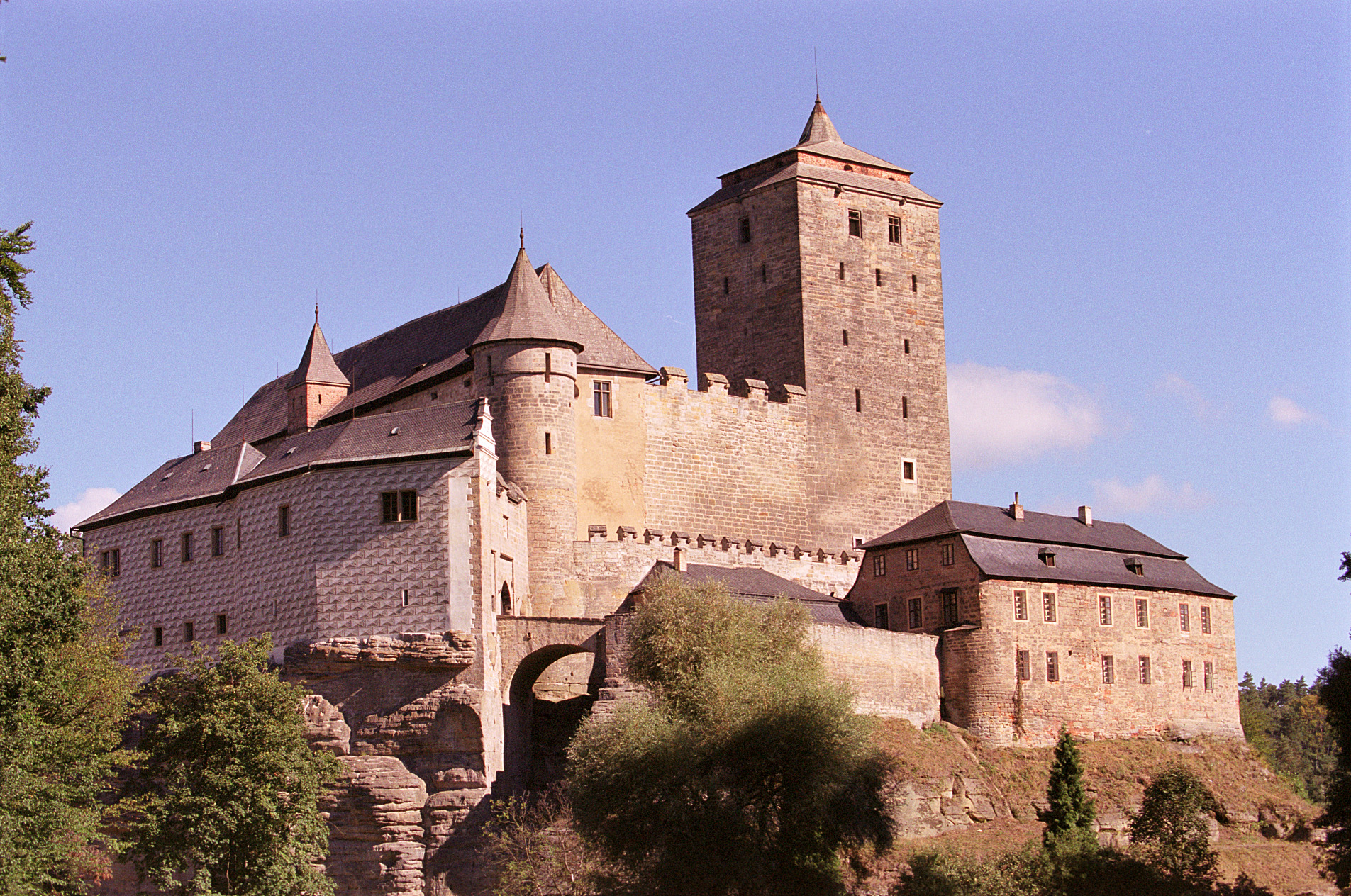
Le Château Kost Castle en République tchèque sert de décors au film

Thomas Harris publie le roman Hannibal Lecter : Les Origines du mal en décembre 2006. La production du film est alors lancée avant même la sortie du roman. L'auteur travaillait en parallèle à l'adaptation en scénario, qu'il préfère écrire lui-même, malgré le timing imposé par le producteur Dino De Laurentiis.
Avant que le choix se porte sur le Français Gaspard Ulliel, de nombreux acteurs sont testés pour le rôle principal, comme Hayden Christensen, Macaulay Culkin, Hugh Dancy, Rupert Friend, Dominic Cooper, Tom Sturridge et Tom Payne.
Le tournage a lieu en France, en Lituanie ou encore en République tchèque (Prague, les studios Barrandov, Brno, etc.). Le château utilisé pour la demeure des Lecter est le Château de Kost dans le district de Jičín.

## Accueil

### Critique
Le film reçoit des critiques globalement négatives. Sur l'agrégateur américain Rotten Tomatoes, il récolte 16% d'opinions favorables pour 147 critiques et une note moyenne de 3,95⁄10. Sur Metacritic, il obtient une note moyenne de 35⁄100 pour 30 critiques.
En France, le film obtient une note moyenne de 2,2⁄5 sur le site AlloCiné, qui recense 25 titres de presse.

### Box-office
| Pays ou région    | Box-office      | Date d'arrêt du box-office | Nombre de semaines |
| ----------------- | --------------- | -------------------------- | ------------------ |
| États-Unis Canada | 27 670 986 $    | 17 mai 2007                | 14                 |
| France            | 691 146 entrées |                            |                    |
| Total mondial     | 82 169 884 $    | -                          | -                  |

## Distinctions
Lors des Razzie Awards 2008, le film est nommé dans les catégories « pire excuse pour un film d'horreur » et « pire préquelle ou suite ».

## Editions en vidéo
- Hannibal Lecter : Les Origines du mal est sorti en VOD le 22 décembre 2015[15].